# Liste der Denkmäler und historischen Stätten im Senegal
Die Liste der Denkmäler und historischen Stätten in Senegal basiert auf dem Erlass N° 8836 MCPHC-DPC vom 12. September 2007 des Ministeriums für Kultur und Denkmalschutz (Ministre de la Culture et du Patrimoine historique classé).

## Nach Regionen unterteilte Listen
- Dakar
- Diourbel
- Kaolack
- Kolda
- Louga
- Matam
- Saint-Louis
- Tambacounda
- Thiès
- Ziguinchor